# Theodore Puck
Theodore Thomas Puck (24 septembre 1916 - 6 novembre 2005) est un généticien américain.

## Biographie
Né à Chicago, Illinois, il fréquente les écoles publiques de Chicago et obtient son baccalauréat, sa maîtrise et son doctorat à l'Université de Chicago. Son travail de doctorat porte sur les lois régissant l'impact d'un électron sur un atome sous la direction de James Franck. Pendant la Seconde Guerre mondiale, Puck reste à l'Université de Chicago. Là, il travaille dans le laboratoire d'Oswald Hope Robertson sur l'étude de la façon dont les bactéries et les virus peuvent se propager dans l'air et sur les particules de poussière. Après un poste postdoctoral dans le laboratoire de Renato Dulbecco, Puck est recruté en 1948 pour établir et diriger le département de biophysique de la faculté de médecine de l'Université du Colorado. Il prend sa retraite de la faculté de médecine de l'Université du Colorado en 1995 en tant que professeur émérite, mais continue à y faire du travail de laboratoire jusqu'à quelques semaines avant sa mort.
Puck est l'un des premiers pionniers de la "génétique des cellules somatiques" et de l'ensemencement unicellulaire (c'est-à-dire du "clonage"). Ce travail permet d'étudier en détail la génétique des cellules humaines et d'autres mammifères. Le travail clé de Puck rend finalement possible la génétique moderne, comme le génome humain et d'autres projets de génome de mammifères. Puck, avec l'aide de Philip I. Marcus (en), clone avec succès une cellule HeLa en 1955.
Puck fait de nombreuses découvertes fondamentales dans plusieurs domaines. Confirmant les recherches effectuées en 1956 par Joe Hin Tjio, l'équipe de Puck découvre que les humains ont 46 chromosomes au lieu de 48 comme on le croyait auparavant. Il développe la lignée cellulaire CHO à partir de cellules ovariennes de hamster chinois pour ce travail. Ces cellules sont encore largement utilisées dans l'industrie biopharmaceutique. Puck étudie les rayons X et les mutations cellulaires. Il isole également et étudie les mutations cellulaires.
Puck remporte un certain nombre de distinctions pour son travail, notamment le Prix Albert-Lasker pour la recherche médicale fondamentale en 1958. En 1973, il reçoit le Prix Louisa-Gross-Horwitz de l'Université Columbia avec Renato Dulbecco et Harry Eagle. Dulbecco remporte le prix Nobel de médecine en 1975. Puck fonde également l'Institut Eleanor Roosevelt à l'Université de Denver, où il est professeur émérite. Membre de l'Académie nationale des sciences depuis 1960, Puck publie plus de 200 articles sur des sujets tels que la maladie d'Alzheimer et le syndrome de Down, et l'optimisation des doses de radiothérapie pour le traitement du cancer.
Il est décédé des suites d'une fracture de la hanche.